# Habíb Fardan
Habíb Al Fardan (arabul: حبيب الفردان; Dubaj, 1990. március 12. –) egyesült arab emírségekbeli labdarúgó, a Kalba SC középpályása. Részt vett a 2012. évi nyári olimpiai játékokon.

## Pályafutása

### Klubcsapatokban
Az Al-Waslban kezdett játszani, később az Al-Nasrhoz került. 2014 nyarán csatlakozott az Al-Ahlihoz. 2018. augusztus 7-én visszatért Al Nasrba. 2021-től a Kalba SC játékosa.

### A válogatottban
2011 júniusában mutatkozott be a Egyesült Arab Emírségek válogatottjában a Kuvait elleni barátságos mérkőzésen. Az Egyesült Arab Emírségek színeiben játszott a 2012. évi nyári olimpiai játékokon.

## Sikerei, díjai
Egyesült Arab Emírségek
- Ázsia-kupa bronzérmes (1): 2015